# Stigmatocythere spinosa
Stigmatocythere spinosa is een mosselkreeftjessoort uit de familie van de Trachyleberididae. De wetenschappelijke naam van de soort is voor het eerst geldig gepubliceerd in 1976 door Hu.